# Фром, Мартин
Мартин Северин Янус Фром (дат. Martin Severin Janus From, 8 апреля 1828, Наксков — 6 мая 1895, Копенгаген) — датский шахматист, мастер, участник международного турнира в Париже (1867).

## Биография
Родился в Накскове в семье помощника каменщика. Окончил грамматическую школу в Нюкёбинге. Хотел заниматься литературной деятельностью. С этой целью в 1845 году поехал в Копенгаген и показывал свои произведения Йонасу Коллину, министру финансов и покровителю искусств. Коллин выделил средства на частные уроки в Накскове и Нюкёбинге. В 1846 году Фром снова уехал в Копенгаген, где зарабатывал случайными уроками. Во время Прусско-Датской войны добровольцем вступил в армию. Служил в бригаде генерала Олафа Рюэ. Участвовал в битве при Фредерисии (6 июля 1849). После войны некоторое время жил во Фредериксверке, потом — в Копенгагене. Работал в статистическом бюро. Там же работал Магнус Оскар Меллерстрём, в то время сильнейший шахматист Копенгагена. Меллерстрём сыграл важную роль в совершенствовании Фрома как шахматиста. Позже Фром перешел на работу в Центральный аппарат управления тюрем, где работал до 1890 года. 
В 1865 году Фром стал соучредителем Копенгагенского шахматного клуба и его первым президентом (до 1873 года). В 1870-е годы отошёл от активной практики (сильнейшим шахматистом Дании стал Сёрен Антон Сёренсен).
В 1890 году был назначен инспектором тюрьмы Кристиансхаун.
В 1891 году был награждён Орденом датского флага (второй по значимости наградой Дании). Умер в Копенгагене. Похоронен на кладбище Вестре.

## Спортивные результаты
| Год  | Город      | Соревнование                        | + | −  | = | Результат | Место |
| ---- | ---------- | ----------------------------------- | - | -- | - | --------- | ----- |
| 1862 | Копенгаген | Турнир сильнейших шахматистов Дании |   |    |   |           | 1     |
| 1867 | Париж      | Международный турнир                | 5 | 19 | 0 | 5 из 24   | 12—13 |

## Вклад в теорию дебютов
Фром разработал защиту против дебюта Берда (1. f2—f4). Сейчас это начало известно под названием гамбит Фрома. Первый известный опыт применения — партия против М.О. Меллерстрёма (Копенгаген, 1862 г.): 1. f4 e5 2. fe d6 3. ed С:d6 4. Кf3 Кh6 5. e4 Кg4 6. g3 К:h2 7. Л:h2 С:g3+ 8. Крe2 С:h2 9. К:h2 f5 10. Сg2 fe 11. С:e4 Фh4 12. Фh1 0—0 13. Сd5+ Крh8 14. Фg1 Фh5+ 15. Сf3 Л:f3 16. К:f3 Сg4 17. d3 Кc6 18. Сf4 Лf8 19. Сg3 Л:f3 20. Крe1 Фh6 21. Кc3 Кb4 0—1.
Также Фром стоял у истоков северного гамбита. Он впервые применил это начало в парижском турнире 1867 года.